# 1年777組
《1年777組》是愁☆一樹的四格漫畫作品，於芳文社《Manga Time Kirara》2002年10月號至2008年6月號、《Manga Time Kirara Carat》2003年12月號至2004年8月號連載。已經發行廣播劇CD。

## 作品簡介
夢限學園1年777組，有著貓、魔女、忍者、巫女、幽靈等各式各樣的326名學生。本作描寫這些特殊學生的快樂校園生活。

## 登場人物
春野克麗絲
一年777組的女學生。本作主角，轉學到1年777組。
具有天然呆的性格。在貓斗維持在貓的型態時，稱呼他為「小貓咪」。非常喜歡貓，放學後經常追著野貓跑，運動神經因此意外的好。雖然喜歡小貓咪，卻沒注意到牠和貓斗是同一個人。在某些時候卻又令人意外的敏銳，能夠輕鬆識破忍的忍術以及祥子的跟蹤。同時也擅長料理。
因為娃娃臉和發育不良，常被不認識的人誤認為小學生，為此相當煩惱。就連父親也沒辦法分辨小學和現在的照片。頭戴巨大髮飾，弄丟的話同學便無法認出。
和誰都能做朋友，從性格看來好似對戀愛無緣，但似乎漸漸的對人類型態的貓斗產生感情。
夏本美田
1年777組的女學生，擔任班長，大家都稱呼她為「班長」。在單行本第二集中，把班長的本名當作777組的謎題之一，分班時大家也在名冊上找名為「班長」的人。根據本人所言，為了改變與同班同學相比太過普通的自己，自願擔任班長，反而大家都不記得自己的名字。
負責吐槽，一開始是本作品唯一的正常人；隨著連載進行，喜歡幻想風格的嗜好漸漸被揭露出來。成績良好，在測驗中得到全年級第二名。只要排名全年級50名內便會被編入1組，不過連本人都不知道為什麼會被編入777組。和貓斗互為競爭對手，但也會替他和克麗絲的關係打氣。
秋里貓斗
1年777組的男學生。
原為人類，受到魔女的詛咒而變成了貓，能夠靠著愛的力量變回人型。經常在被克麗絲抱住的情況下恢復人型。此外，被保健醫（男性）抱住時，除了耳朵和尾巴以外也能變回人型。喜歡克麗絲，目標是讓她發現自己具有兩種姿態（但因為外表為貓的時候常被克麗絲抱著，很怕真面目曝光後會被討厭）。由於克麗絲的性格以及小狐的阻礙，對戀愛的努力幾乎都是徒勞無功。
成績為全學年第一，原本應該進入1組，卻因被小狐變成貓而被編入777組並遇見克麗絲。本人對結果感到滿意。對克麗絲的發育不良也十分喜愛。
有一陣子被克麗絲抱著也不會恢復人型，當時重新施行魔法，變成「能夠依照自我意識變身，不過碰到小狐以外的女性會強制化身為貓」。本人對貓的生活相當中意，後來依然常以貓的姿態出場。小時候常被小狐變成各種東西，家人因此對貓的型態毫不在意。變成貓時能夠說貓語和人語。
冬間狐
1年777組的女學生，魔法師。
貓斗的青梅竹馬。將貓斗變成貓的始作俑者。愛慕貓斗，為了不讓他接收別人的愛而將他變成貓。時常製作加了媚藥或下了奇怪詛咒的便當給貓斗。其特殊的愛情表現總是帶來反效果。單方面的把克麗絲視為對手。
母親也是魔女，戀愛魔法不斷失敗似乎是遺傳體質。
老師
1年777組的女性教師。
平時穿著大人女性布偶裝，實際上是外表年幼的女性（脫掉布偶裝後語氣也會改變）。擁有熊、貓熊等各式各樣的布偶裝。布偶裝配有冷暖器。有就讀1年26組的妹妹，是普通的女學生。
服部忍
1年777組的女學生，忍者。
常穿著忍者裝扮出場。還在修行中而沒有侍奉的主人。擅長隱身以及在天花板行走，教室裡的座位位在天花板上。
小原小不點
1年777組的女學生。
和登場人物相比，體型十分嬌小（人偶大小）。能乘坐貓背移動，以及摘葉子當作雨傘，吃飯只要湯匙1～2杯的量。希望能夠變的和大家一樣高大。
有個名叫的妹妹，以前和小不點一樣高，後來成長到一般人大小，或許小不點有天也能夠成長到一般人的程度。曾經靠著保健室醫生的藥變大，不過頭身維持不變。
祈禱鈴子
1年777組的女學生，神社巫女。
具有靈能力，能夠看到一般人看不見的幽靈和精靈，因此十分害怕幽靈。對青梅竹馬幽子變成幽靈感到十分困惑。似乎不害怕同為靈體的櫻花精靈小櫻。
性格為普通的少女。經常和班長一起負責吐槽，也是減肥的伙伴。
仙山幽子
1年777組的女學生。
死亡後以幽靈的身分繼續和同學過著快樂的日子。和鈴子為青梅竹馬。好像有很多幽靈朋友。
姬宮公主
1年777組的女學生。
似乎是某處的公主，穿著令人聯想到平安時代貴族公主的衣著，並乘坐牛車上下學，同時用古代語氣說話。
被次郎丸暗戀，但完全沒注意到。
家臣太郎丸
1年777組的男學生。
侍奉公主的家臣之一。次郎丸的哥哥。知道弟弟對公主的心意，常藉此嘲笑弟弟。
家臣次郎丸
1年777組的男學生。
侍奉公主的家臣之一。太郎丸的弟弟。喜歡公主，卻因身分差距感到苦惱。
味吉洋子
1年777組的女學生。
課餘時間在夢限學園的學生餐廳打工。認真工作卻經常得不到回報。
有和美（かずみ）、中華（ちゅうか）兩個姊姊。兩人都在夢限學園學生餐廳工作，並以此為理由把工作全推給自己，因此自己也想出去工作。
音無祥子
1年777組的女學生。
個性溫柔，沉默寡言。第一次出場時，想和克麗絲做朋友，卻無法出聲打招呼，只能夠默默著注視著克麗絲。容易害羞，被克麗絲握住手或是看到克麗絲的笑容時，會高興到昏倒。為了改善害羞體質而在學校餐廳打工。
小櫻
櫻花妖精。每年春天賞花時登場（但2006年春天由於更換班級而未登場）。外表為年幼少女。
和鈴子為10多年來的青梅竹馬。因為是精靈，普通的人無法看到，但能被許多777組的同學看見。
迷人
1年777組的男學生。
十分嚴重的路癡。入學後只到達過教室三次。就算向人問路，對方也告知正確方向，仍會往相反的方向前進。
喜歡小狐，常代替貓斗成為奇怪食品的受害者。最近十分中意洋子的便當。
源氏雅
1年1組的女學生。擔任班長，傲嬌大小姐。
差點和里美一起被編入777組，靠著里美進入1組而好不容易避開。成績在貓斗、美田之後，位居第三。
此外，想進入1班必須成績在全學年50名內。
平家里美
1年1組的女學生。雅的女僕，穿著女僕裝，性別不明。
剛登場時轉進777組，後來為了服侍雅而轉到1組。
儘管身為女僕卻十分笨拙，時常跌倒。為了改善而接受忍的步行訓練。擅長泡茶。
保健室醫生
夢限學園第四保健室的男性醫生。
穿著白衣，背後長著天使翅膀，因而被稱呼為白衣天使。
喜歡作奇怪的藥物並進行人體實驗。主要以貓斗為目標，為了引誘貓斗，還作出了機器克麗絲。
學生都跑到普通的保健室去，因此十分空閒，常來到教室串門子。
機器克麗絲
為了引誘貓斗而製造的機器人，除了頭上有天線並能認出人形姿態的貓斗以外，外表、性格都和克麗絲一模一樣。內建喜歡貓斗的程式，但似乎也喜歡保健室醫生。
另外還有模仿貓斗製作的二號機。
夏花
附身在鈴子叔母所經營的旅館附近海域的幽靈少女。等了喜歡的人300年，不知道自己早已經變成幽靈。由於殘存思念強烈，能夠觸摸他人，也有雙腳，外表看不出是幽靈。後來在鈴子叔母的旅館打工。
學園長
夢限學園學園長。兔耳少年。聽說兔子會寂寞而死後，為了交朋友而設立了夢限學園。個性有如外表般年幼，常向撒嬌，最近和克麗絲十分親近。

學園長輔佐兼照顧人。年輕女性。十分能幹，為學園的實質營運者。常以獨特的步調玩弄學園長。

## 主要舞台
夢限學園
作為本作舞台的高中。一年級至少有777個班級，777組有326人（假設所有班級學生數量相同，單純計算可推得一個年級約有25萬人，3個年級則會有75萬名學生）。同時作品中曾提到存在著謎樣的999組。
學園中有許多異空間，進入異空間後會跳躍到其他地點，不過也有進去後無法出來的異空間。
有七個游泳池，其中有的游泳池一望無際。每年都有很多學生遇難。
最初為小規模學校，但後來成長到連學園長和都無法掌握學校全貌。

## 出版書籍
| 冊數 | 芳文社         | 芳文社             | 尖端出版社     | 尖端出版社           |
| 冊數 | 發售日期       | ISBN               | 發售日期       | EAN                  |
| ---- | -------------- | ------------------ | -------------- | -------------------- |
| 1    | 2003年12月12日 | ISBN 4-8322-7503-8 | 2007年6月22日  | EAN 471-7702-21159-2 |
| 2    | 2004年12月10日 | ISBN 4-8322-7522-4 | 2007年11月20日 | EAN 471-7702-21160-8 |
| 3    | 2006年6月10日  | ISBN 4-8322-7576-3 | 2008年2月19日  | EAN 471-7702-21161-5 |
| 4    | 2007年8月11日  | ISBN 4-8322-7642-5 | 2008年3月19日  | EAN 471-7702-21705-1 |
| 5    | 2008年7月13日  | ISBN 4-8322-7705-7 | 2011年4月15日  | EAN 471-7702-23736-3 |

## 廣播劇CD
Frontier Works於2005年1月26日發售《一年777組》的廣播劇CD，一話約6～10分，全7話。前六話是從單行本第一集選出，第七話則是原創劇本。
出演者與配音員如下。
- 春野克麗絲：水樹奈奈
- 夏本美田：真田麻美
- 秋里貓斗：保志總一朗
- 冬間狐：堀江由衣
- 老師：三石琴乃
- 服部忍：後藤沙緒里
- 小原小不點：金田朋子
- 祈禱鈴子：廣橋涼
- 仙山幽子：新谷良子
- 姫宮公主：近藤佳奈子
- 家臣太郎丸：宮野真守
- 家臣次郎丸：進藤一宏
- 味吉洋子：中山惠里奈
- 音無祥子：廣田詩夢
- 迷人：宮田幸季
- 克麗絲父：出村貴
- 克麗絲母：菊池志穗

## 外部連結
- 芳文社《1年777組》官方簡介（页面存档备份，存于）（日語）
- 1年777組（漫畫）在動畫新聞網百科全書中的資料（英文）